# Râul Valea Porcului, Ilba
Râul Valea Porcului este un afluent al râului Ilba. 